# 高原山黒曜石原産地遺跡群
高原山黒曜石原産地遺跡群（たかはらやまこくようせきげんさんちいせきぐん）は、栃木県の高原山にある旧石器時代の遺跡である。

## 立地
高原山は栃木県北部、日光市と塩谷町、那須塩原市、矢板市にまたがる火山で、最高峰の釈迦ヶ岳は1,795メートルにある。遺跡は最高峰の釈迦ヶ岳（1795m）から東に剣ヶ峰（1540m）、大入道（1402m）と続く大きな稜線の南、標高1440メートルの無名のピークの斜面にある。当時の北関東の森林限界を400メートルも超えていた標高1400メートル超の高地である。高原山で黒曜石の礫が分布することが知られていたのは、北東の甘湯沢、東の桜沢、南の七尋沢であるが、黒曜石原産地遺跡はこのうち桜沢の上にある原石の露頭をめぐって作られた。
なお、高原山周辺は黒曜石だけではなく、後期旧石器時代の前半期に関東地方東部で使用されることの多かった石刃製ナイフの原料となる珪質頁岩を含む緑色凝灰岩の産地でもある。那珂川支流荒川にある高原山の基盤である第三紀中新世の緑色凝灰岩の露頭から採取された石器を旧石器人が古鬼怒川沿いに南は房総半島の嶺岡山地の間約200km以上にも及ぶ長い領域の間を移動しながら使用していたと推定されている。

## 発掘調査の歴史
高原山の黒曜石が旧石器時代と縄文時代に関東地方で広く利用されていたことは、昭和30年代（～1964年）から知られていた。高原山のうち黒曜石礫の分布が知られていたのは、高原山の北東の甘湯沢、東の桜沢、南の七尋沢である。当初は、これらの沢で旧石器時代の人々が礫を拾い石器に加工していたと考えられていた。
これらの黒曜石の礫の供給源について、2004年（平成16年）の調査で矢板市は、桜沢の支流、北沢において露頭する黒曜石を含む白色層であると推定した。これに対し田村隆らは、産出される黒曜石がどれも小さいため白色層は沢にある大きさの礫の供給源にはなりえないと考え、別の場所にある地層を求めて探索を続けた。田村は、2000年（平成12年）に登山道を整備した矢板岳友会の情報に基づいて剣ヶ峰から大入道までの登山道にあたりをつけた。そして2005年（平成17年）7月24日に単独で高原山にて調査を実施した田村は、剣ヶ峰と大入道の中間位置の斜面に黒曜石の角礫が多量に分布するのを見出し、その中に石器の剥片多数をも発見した。
これを受けて2005年7月30日から8月にかけて石器石材研究会が調査を行い、別の複数地点の遺跡と、多数の石核、石器を採取した。これにより、旧石器時代の黒曜石の石器が上述した沢で採取されたのではなく、上記斜面が旧石器時代の黒曜石の供給源であったこと、および、当該斜面付近で旧石器時代に石核が搬出され、石器も作製されたことが判明した。
2006年（平成18年）からは矢板市教育委員会により5か年計画での発掘調査が実施された。現地は車両が入れず麓から徒歩で片道1時間40分以上かかるものの、数万点の石が人力により運び下ろされた。